# Godofredo I de Villehardouin

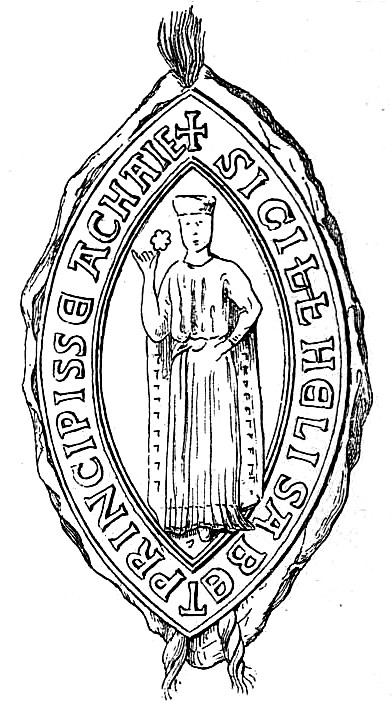
Sello de su esposa Isabel.

Godofredo I de Villehardouin (en francés: Geoffroi Ier de Villehardouin, griego: Γοδεφρείδος Α' Βιλλεαρδουίνος, trans. Godefreídos A' Villeardouínos; aprox. 1169 - aprox. 1229) fue un caballero francés del condado de Champaña que se unió a la Cuarta Cruzada. Participó en la conquista del Peloponeso y se convirtió en el segundo príncipe de Acaya. Bajo su reinado, el principado de Acaya se convirtió en vasallo directo del Imperio Latino de Constantinopla. Extendió las fronteras de su principado, pero los últimos años de su reinado estuvieron marcados por su conflicto con la iglesia.

## Primeros años y cuarta cruzada
Godofredo fue el hijo mayor de Juan de Villehardouin y su esposa, Céline de Briel. Se casó con una Isabel, la cual es tradicionalmente identificada con Isabel de Chappes.
Tomó la cruz con su tío, Godofredo de Villehardouin, el futuro cronista de la cuarta cruzada, en un torneo de Ecry-sur-Aisne a finales de noviembre de 1199. Godofredo se encontraba entre los cruzados que fueron directamente a Siria. Así pues no estuvo presente en la ocupación de Constantinopla por los cruzados el 13 de abril de 1204.
Sin embargo al oír de la captura de la gran ciudad del Bósforo, decidió navegar hacia Occidente en el verano de 1204. Pero el tiempo era malo, y los vientos adversos lo condujeron hacia el oeste. Desembarcó en Modona (ahora Methoni, Grecia) en el sur del Peloponeso donde pasó el invierno de 1204 hasta 1205.

## Conquista del Peloponeso

Mapa del Peloponeso en la Edad Media.

En Modon, Godofredo entró en alianza con un arconte (noble) griego de Mesenia para conquistar la mayor cantidad del Peloponeso occidental como fuera posible. Casi inmediatamente después, sin embargo, el griego murió, y su hijo rompió la alianza. Fue en este punto que Godofredo se enteró de la aparición del rey Bonifacio de Tesalónica con su ejército ante Nauplia. Godofredo decidió buscar ayuda y se dirigió a principios de 1205 para unirse al rey. Fue bien recibido por Bonifacio I, que conservó a Godofredo a su servicio. Pero en el campamento en Nauplia Godofredo encontró a su buen amigo Guillermo de Champlitte y ofreció a este último compartir la conquista del Peloponeso. Su amigo aceptó la oferta y los dos también recibieron el permiso real para su expedición.
Partieron con cien caballeros y cuatrocientos hombres de armas montados para su campaña en la primavera de 1205. Tomaron Patras y Pondikos por asalto, y Andravida abrió sus puertas. El pueblo llegó a hacer su sumisión y fueron confirmados en sus propiedades y costumbres locales. Sólo en Arcadia los cruzados encontraron resistencia. Esta oposición fue encabezada por los terratenientes de Arcadia y Laconia, particularmente la familia Chamaretos, aliado a la tribu eslava de los melingos. La resistencia pronto se unió a un tal Miguel identificado por la mayoría de los estudiosos con Miguel I Comneno Ducas que en ese entonces estaba creando su propio principado en Epiro. Miguel avanzó hacia el Peloponeso con cinco mil hombres, pero el pequeño ejército cruzado lo derrotó en Cunduros al noreste de Mesenia. Luego los cruzados completaron la conquista de la región y se dirigieron hacia el interior del país, ocupando la península entera con excepción de Arcadia y Laconia.
Guillermo de Champlitte así se convirtió en señor del Peloponeso con el título de príncipe de Acaya bajo la soberanía del rey de Tesalónica. Godofredo recibió Kalamata y Mesenia como un feudo del nuevo príncipe. Sin embargo, la República de Venecia procedió a hacer sus buenas afirmaciones que los dirigentes de la Cuarta Cruzada habían garantizado por el tratado de partición de 1204 para importantes establecimientos a lo largo de la ruta marítima a Constantinopla. Así los venecianos armaron una flota que tomó Modon y Coron en 1206. Pero Guillermo de Champlitte compensó a Godofredo asignándole Arcadia.

## Su reinado en Acaya

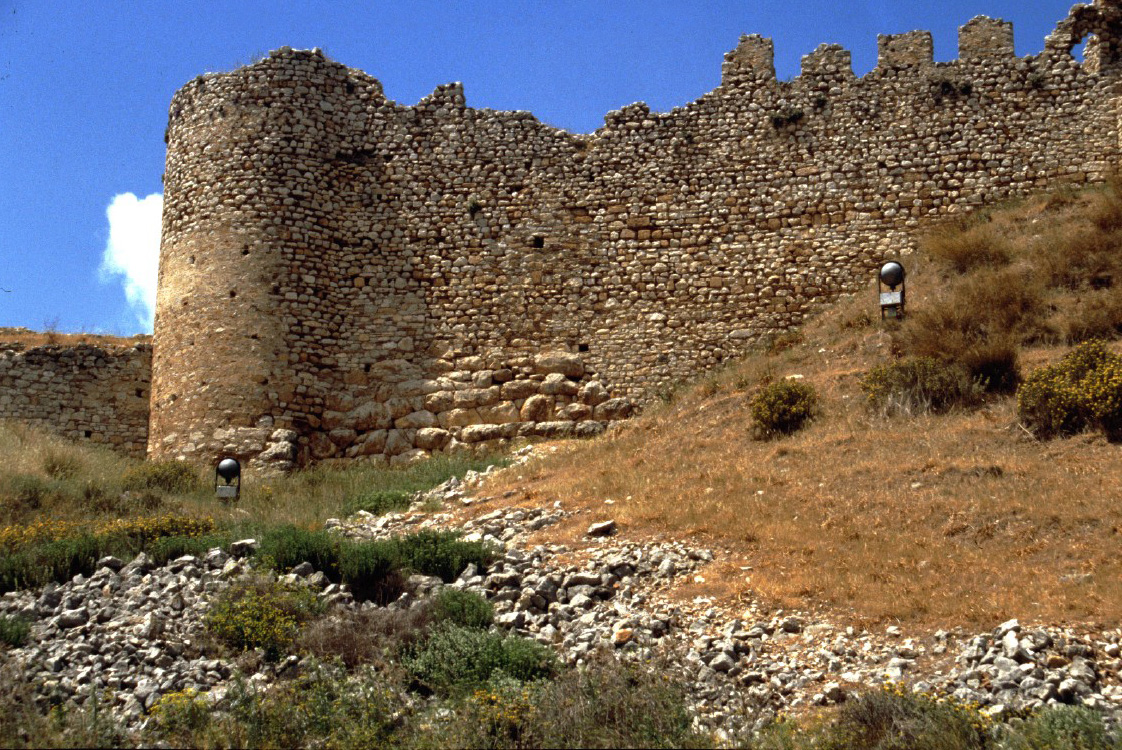
El castillo medieval sobre la colina de Larisa en Argos.

En 1208 Guillermo I de Acaya partió hacia Francia con el fin de reclamar la herencia que su hermano había dejado para él. Guillermo I nombró a Godofredo para administrar el principado como bailío hasta que el sobrino del príncipe, Hugo, llegara. Sin embargo, tanto el primer príncipe de Acaya, y su sobrino murieron muy pronto.
En mayo de 1209, Godofredo fue al parlamento que el emperador latino Enrique I había convocado en Ravennika para asegurar al emperador su lealtad. El emperador nombró a Godofredo como príncipe de Acaya, e inmediatamente lo hizo vasallo imperial. Además, Enrique también nombró a Godofredo senescal del Imperio latino.
La Crónica de Morea narra que Godofredo sólo se convirtió en príncipe de Acaya algún tiempo después, debido a que el sobrino de Guillermo, Roberto tenía de plazo un año y un día para viajar al Peloponeso y reclamar su herencia. Según la historia, toda clase de artimañas se utilizaron para causar demoras en el viaje de Roberto hacia el este, y cuando finalmente llegó al Peloponeso, Godofredo siguió moviéndose de un lugar a otro con los caballeros principales, hasta que el tiempo hubo pasado. Godofredo realizó una asamblea que declaró que el heredero había perdido sus derechos y eligió a Godofredo príncipe hereditario de Acaya.
Sin embargo, Geoffrey hizo un pacto con los venecianos en junio de 1209 en la isla de Sapientza. Se reconoció a sí mismo como el vasallo de la República de Venecia de todas las tierras que se extendían desde Corinto hasta la bahía de Navarino. Godofredo I también ofreció a Venecia el derecho al libre comercio a lo largo de su principado. Según el tratado, él y sus sucesores también recibirían la ciudadanía veneciana, propietarios de una vivienda en Venecia, y el presente de la República con tres paños de seda al año, uno por el dux y dos por la Basílica de San Marcos.
Después Godofredo I se dedicó a extender sus posesiones. Con la ayuda de Otón I, el señor de Atenas, tomó, en 1209, la fortaleza de Acrocorinto donde primero León Esguro, luego, Teodoro Comneno Ducas, hermano de Miguel I de Epiro habían resistido a los ataques de los cruzados. En 1210 también logró la rendición de Corinto, otra fortaleza en manos de los griegos. En el mes siguiente, Nauplia también fue tomada, y a principios de 1212 la fortaleza de Argos, donde Teodoro Comneno Ducas había guardado el tesoro de la Iglesia de Corinto, también cayó en manos de Godofredo I y Otón I. Cuando Albertino y Rolandino de Canossa, los señores de Tebas, habían dejado su ciudad, el señorío de Tebas fue dividido en partes iguales entre Godofredo I y el señor de Atenas.
Godofredo I envió a Francia, principalmente de Champaña, por caballeros jóvenes para ocupar las tierras recién conquistadas y los feudos de quienes habían regresado a Occidente. Bajo Godofredo I la asignación de los feudos y las obligaciones que iba con ellos fueron revisadas ante los barones reunidos en un gran parlamento en Andravida. Así una docena de grandes baronías surgieron en el Principado.
En el momento de la conquista mucha de la propiedad eclesiástica había sido secularizada y, a pesar de las exigencias del clero, no había sido devuelta a las iglesias. La Crónica de Morea relata que cuando las iglesias se negaron a proporcionar su cuota justa de ayuda militar, Godofredo I se apoderó de sus bienes y dedicó los ingresos para la construcción del poderoso castillo de Clermont. Por otra parte, Godofredo I también fue acusado de tratar a los sacerdotes griegos como siervos, porque su número había aumentado considerablemente, ya que los prelados griegos no dudaron en conferir las órdenes a los campesinos para que puedan escapar a las cargas de la servidumbre. Estos acontecimientos tuvieron como resultado un prolongado conflicto con la Iglesia.
Primero el patriarca latino de Constantinopla, Gervasio promulgó un decreto de excomunión contra Geoffrey I y puso un interdicto sobre Acaya. A solicitud de Godofredo I, sin embargo, el 11 de febrero de 1217 el papa Honorio III declaró que el patriarca estaba para posponer la sentencia una semana después de recibir la carta papal. Luego el patriarca envió un legado que puso un nuevo interdicto en el Principado de Acaya. Pero su acto fue calificado de nuevo por el papa como una usurpación del poder de la Santa Sede.
El siguiente legado papal bajo el cardenal Giovanni Colonna que estaba viajando a través del Peloponeso en 1218 excomulgó a Godofredo I debido a que el príncipe retenía contumaz ciertas abadías, iglesias, parroquias rurales, y bienes eclesiásticos. A petición del alto clero local, el papa confirmó la excomunión de Geoffrey I el 21 de enero de 1219. El papa llegó a declarar que Godofredo era un enemigo de Dios «más inhumano que el Faraón».
El conflicto duró unos cinco años, hasta 1223 cuando Godofredo I decidió negociar y envió a uno de sus caballeros a Roma. Finalmente, el 4 de septiembre de 1223 el papa Honorio III confirmó el acuerdo que se había elaborado entre el príncipe y la iglesia de Acaya. Según el tratado, Godofredo I restauró las tierras de la Iglesia, pero él siguió guardando los tesoros y el mobiliario de las iglesias a cambio de una indemnización anual y el número de sacerdotes griegos que disfrutan de libertad e inmunidad también iba a ser limitado en proporción al tamaño de la comunidad.
Mientras tanto, Teodoro I de Epiro había atacado el reino de Tesalónica y puso sitio a la capital del reino. Godofredo I, a pesar de los urgentes llamamientos del papa, no parece haber ayudado a la amenazada ciudad que finalmente se rindió a finales de 1224.
Godofredo murió en algún momento entre 1228 y 1230 a la edad de unos sesenta años. Fue enterrado en el monasterio de Santiago de Andravida.